# Ljubica in Arpit
Ljubica in Arpit je beneška ljudska pripovedka, ki je nastala s pripovedovanjem Mjute Povasnice, v knjižni jezik pa jo je prestavila Živa Gruden. Ilustrirala jo je Luisa Tomasetig. Pripovedka je bila prvič izdana leta 1985 v zbirki Pravce iz Benečije, pri založbi Borec. Leta 1995 pa je izšla v samostojni knjigi, pri založbi Devin, v Trstu.

## Povzetek vsebine
Pravljica pripoveduje o deklici z imenom Ljubica, ki je živela v majhni vasici v Visokem Klancu z mamo, očetom, brati in sestrami. Ker je bila najmlajša v družini je morala vsak dan pasti koze in ovce. Pred vsakim odhodom na pašo so ji doma naročili, naj ne hodi čez planino na Čela, ker je tam nevarno in deklica jim je obljubila, da ne bo šla tja.
Medtem ko je Ljubica pasla živali, je nabirala rože, poslušala ptice in si prepevala svojo pesem: »Prelepe in sladke so naše dolince, rožice rastejo, varjejo hišce.« Vsak dan pa je pogledovala proti Čelom, kjer so bile rože še lepše in so ptice še lepše prepevale. In tako so nekega dne res odšli na Čela: najprej so šle koze in ovce, za njimi pa še Ljubica. In tam je bilo res vse tako lepo kot si je predstavljala. Med hojo po skalah pa se je spotaknila ob kamenček, ki se je zakotalil navzdol in prebudil strašno zver. Vsi so se prestrašili, zato so stekli domov. Ko pa so prispeli, je Ljubica ugotovila, da manjka najmanjši in najlepši kozliček. Starša sta ji rekla, da ga je gotovo pojedel Arpit, zato jima je obljubila, da nikoli več ne pojde na Čela. Naslednji dan se je spet odpravila na pašo in spet jo je vleklo na Čela, zato so odšli gor. Spet se je spotaknila ob kamenček, ki se je skotalil v globino in prebudil Arpita, da je začel rjoveti kot najstrašnejša zver. Skočil je ven iz jame in požrl kozlička. In tako je bilo vsak dan: Ljubica je hodila na pašo, a vsak dan je imela manj ovc in kozličkov, saj ji je Arpit vsak dan enega požrl. Kmalu je prišel dan, ko se je Ljubica odpravila na pašo z eno samo ovčico in tudi tisti dan se je kamen zakotalil v dolino in prebudil Arpita, ki je požrl še zadnjo ovco. Ljubica je ostala brez vseh ovc in kozličkov, zato je sama hodila na Čela in pogledovala proti Arpitovi jami. Na skali je ostal še velik in težak kamen, zato se je Ljubica odločila, da bo s sabo prinesla dolg in debel hlod ter ga podložila pod kamen in ko bo Arpit prišel iz svoje jame, bo kamen spustila nanj. V dolino je spustila še zadnji kamenček, da je prebudila Arpita. Ko je Arpit skočil iz svoje jame, je Ljubica spustila kamen, ki si ga je pripravila, a Arpit se mu je umaknil, iztegnil svoje kremplje in zgrabil še Ljubico.

## Analiza besedila
Pripovedovalec:
- tretjeosebni ali vsevedni

Glavni književni osebi:
- Ljubica
- Arpit

Stranske književne osebe:
- ovce, koze
- Ljubičina družina: oče, mati, bratje, sestre

Književni čas:
- ni natančno določen (uporabljeni so izrazi: nekoč, nekega dne)

Književni prostor:
- natančno določen: vasica v Visokem Klancu, na pobočju Matajurja, Baba, Čela, Mrzli vrh, reka Nadiža.

Motivi:
- motiv skušnjave (Ljubica je vsak dan pogledovala proti Čelom in želela iti tja, čeprav ji je mati prepovedala)
- želja po lepem, boljšem (na Čelih so rastle še lepše rože, ptice so lepše pele in tudi ovcam se je zdelo, da je tam lepša in bolj mehka trava)
- motiv kamenčka (kamenček se vedno sproži pomotoma v dolino in tako prebudi Arpita, le zadnji kamenček Ljubica sproži namerno)
- izginjanje ovc (vsak dan je Arpit požrl eno ovco in na koncu ostane le Ljubica)
- motiv kamna (z velikim in težkim kamnom želi Ljubica premagati Arpita, a ji ne uspe, saj na koncu Arpit požre še njo)
- motiv ženske in zveri

Konec: 
- je nesrečen: Arpit požre še Ljubico, zmaga zlo, močnejši premaga šibkejšega.
- je strašljiv, saj se pravljica zaključi s temi stavki: »Ko greš k studencu, ki v dolini teče v Nadižo, da se odžejaš s hladno vodico, vidiš še danes rdeče kaplje v vodi: to je kri nesrečne Ljubice, njenih kozic in ovčic. In še vedno se v vodi vidijo tudi nekakšne dolge niti: to so lasje naše uboge Ljubice z Visokega Klanca. In tudi tistemu potoku blizu Nadiže še danes pravimo Arpit.«

## Liki
Ljubica je glavna književna oseba in predstavlja najmlajšo hčer v družini. Vsak dan je morala na pašo peljati ovce in koze, in vsak dan znova si je želela gor na Čela, čeprav so ji doma prepovedali. Nekaj časa se je upirala skušnjavi, na koncu pa je s svojo čredo le odšla gor. Čeprav je Arpit vsak dan požrl eno ovco, je trmasto vztrajala in hodila na Čela, da je nabirala najlepše rože in maline ter poslušala petje ptic. Na koncu se je izkazala za pogumno, saj je sama priklicala Arpita in ga hotela premagati, a ji ni uspelo.
Arpit je poimenovan kot najstrašnejša zver, dlakasti in krevljasti, grdi in kosmati velikan, ki je vsak dan požrl eno ovco in na koncu še Ljubico. Na koncu pripovedke izvemo, da še danes obstaja potok, poimenovan Arpit.

## Interpretacija dela
V glavni književni osebi Ljubici se pojavlja arhetip Divje ženske, kot ga je v svoji knjigi poimenovala Clarissa Pinkola Estes. Njena Divja ženska je namreč ljubila naravo, saj pravi: »Raje sem imela zemljo, drevesa in votline, kajti v teh krajih sem čutila, da se lahko naslonim na Božje lice. Reka je v mraku vedno prosila naj jo obiščemo, njive so prosile, naj hodimo po njih, da bi mogle zasušteti.« Prav tako pa je Ljubica želela nabirati lepše rože, bolj zrele maline in hoditi po mehkejši travi. Lahko bi rekli da jo je ravno Divja ženska v njej gnala na Čela, saj C.P.Estes pravi, da občutek Divje ženske prihaja tudi z videnjem; s pogledi na veličastno lepoto (Ljubica je vsak dan pogledovala gor na Čela, kjer je bilo vse lepše kot spodaj v dolini).
Morda je Ljubica hotela navezati odnos z divjo naravo, zato se je dan za dnem vračala nazaj na Čela, čeprav je vedela, da ji bo Arpit požrl ovco oz. kozo. Morda je bila čreda njen dar naravi in se ji je hotela približati.
Ko je na koncu ostala brez črede, je sama sprožila kamenček in priklicala Arpita. A tokrat je avtorica zapisala, da je Arpit zagrabil Ljubico. Pri ovcah in kozah pa je vedno zapisala, da jih je požrl. Mislim, da je Arpit predstavljal le sled do divje narave, preko katere je Ljubica za vedno ostala v naravi, saj na koncu izvemo, da se v vodi še danes vidijo nekakšne niti, ki predstavljajo lase Ljubice, potoku pa še danes pravimo Arpit. Lahko bi sklepali, da sta Ljubica in Arpit združena v večnosti. 
Po teoriji C.P.Estes bi lahko rekli, da je konec pripovedke srečen, saj Ljubica za vedno ostane v objemu divje narave.

## Motivno-tematske povezave
V besedilu se pojavi zver, ki požre glavno književno osebo. Tak motiv najdemo tudi v pravljici Rdeča kapica. 

## Izdaje
- Mjuta Povasnica: Pravce iz Benečije, Založba Borec in Založništvo tržaškega tiska, 1985
- Mjuta Povasnica: Ljubica in Arpit, Založba Devin, Trst, 1995.
- Mjuta Povasnica: Pravce iz Benečije, Revija Galeb, 2001.